# XXVIIIe congrès du Parti communiste français
Le XXVIIIe congrès du Parti communiste français s'est tenu à Saint-Ouen du 25 janvier au 29 janvier 1994. Il s'agit d'un congrès historique qui s'inscrit dans un contexte assez difficile pour le PCF. 

## Déroulement
Georges Marchais passe la main du secrétariat général. Robert Hue est élu.
Les instances du parti sont réformées, les statuts du parti sont réécrits. 
Les instances dirigeantes changent également de nom : le comité central devient provisoirement le « comité national » jusqu'en 2000 et le secrétaire général devient le « secrétaire national ». En fait, l'élément notable de ce changement de nom constitue l'abandon du centralisme démocratique, en dépit de l'opposition d'une partie des militants qui y voient « un nouvel abandon des principes communistes et une rupture décisive avec l'héritage révolutionnaire du Congrès de Tours ». Le PCF choisit ainsi de se démarquer de la forme traditionnelle du léninisme; alors courant dans les partis communistes à l'époque, et c'est en ce sens que le congrès est révolutionnaire. Le PCF modifie sa conception idéologique et tente de revenir aux écrits de Lénine lui-même et non pas à l'interprétation de ses textes. Le but est que la conscience révolutionnaire se fasse de l'extérieur des instances dirigeantes et que la théorie marxiste soit partagée par le plus gros dénominateur commun et non celui de quelques-uns.
La scission de tous les organes satellites du Parti communiste est également actée : le journal L'Humanité devient une société indépendante politiquement et financièrement du parti et s'ouvre désormais à toutes les gauches, Les Éditions sociales sont réorganisées. Les organisations syndicales ou solidaires prennent également les voiles : la CGT prend son autonomie, de même que le Secours populaire français. 

## Polémiques
La transformation du parti s'accompagne également d'une demande de Robert Hue de changer le nom et l'emblème du parti, ce qui entraine des débats houleux. Finalement, sur cette position rien ne change avant 1996. Cependant, l'abandon du centralisme démocratique signe du point de vue des conservateurs l'arrêt de mort du PCF dans la vieille intelligentsia, ou au sein même des milieux militants les plus affirmés.

## Membres de la direction

### Bureau national
- Secrétaire national : Robert Hue[5]
- Membres réélus : Claude Billard, Pierre Blotin, Alain Bocquet, Antoine Casanova, François Duteil, Jean-Claude Gayssot, Maxime Gremetz, Guy Hermier, Philippe Herzog, Jackie Hoffmann, André Lajoinie, Francette Lazard, Jean-Paul Magnon, Georges Marchais, Gisèle Moreau, Louis Viannet, Francis Wurtz et Pierre Zarka.
- Nouveaux membres : Sylviane Ainardi, Marie-George Buffet et Jean-François Gau.